# 堇菜
堇菜（学名：Viola verecunda）为堇菜科堇菜属的植物。分布在日本、俄罗斯、蒙古、台湾、朝鲜以及中国大陆的浙江、江苏、河北、湖北、福建、广东、江西、陕西、贵州、辽宁、安徽、广西、河南、湖南、云南、甘肃、吉林、四川等地，生长于海拔100米至2,200米的地区，常生于灌丛、田野、山坡草丛、杂木林林缘、湿草地及宅旁。

## 别名
堇堇菜（救荒本草）、葡堇菜（台湾植物志）

## 异名
- Viola verecunda A. Gray f. hensoaensis Kudo Sasaki

## 延伸阅读
[在维基数据编辑]
 《欽定古今圖書集成·博物彙編·草木典·菫部》，出自陈梦雷《古今圖書集成》